# Diplomates Football Club du 8ème Arrondissement
El Diplomates Football Club du 8ème Arrondissement, usualmente conocido como DFC8, es un equipo de fútbol de la República Centroafricana que juega en el Campeonato de fútbol de la República Centroafricana, la liga de fútbol más importante del país.
Fue fundado en 1987 en la capital Bangui.

## Palmarés
- Campeonato de fútbol de la República Centroafricana : 1

2011.
- Copa de la República Centroafricana : 1

2010.

## Participación en competiciones de la CAF
| Temporada | Torneo                       | Ronda      | Club              | Casa | Visita | Global  |
| --------- | ---------------------------- | ---------- | ----------------- | ---- | ------ | ------- |
| 2011      | Copa Confederación de la CAF | Preliminar | Tiko United       | 0-0  | 1-3    | 2-3     |
| 2012      | Liga de Campeones de la CAF  | Preliminar | Les Astres FC     | 1-0  | 1-2    | 2-2 (a) |
| 2012      | Liga de Campeones de la CAF  | 1          | Al-Hilal Omdurmán | 0-3  | 1-5    | 1-8     |